# Orlando Ferreira (político)
Orlando Ferreira de Oliveira - (Palmeiras de Goiás, 26 de junho de 1910 — 9 de março de 1988) foi um político brasileiro.

## Vida política

### Vida política e parlamentar
Prefeito de Palmeiras, UDN.Deputado estadual, suplente da  ARENA, 6.ª Legislatura, 1967-1971. Assume, temporariamente,  em 13.08.1968Prefeito de Palmeiras, ARENA, 1971-1974.

### Outras Realizações
Queria fazer muito, porém não tinha dinheiro. Foi um dos principais prefeitos de Palmeiras. Foi também quem levou a fábrica de Cimento para Cezarina, vendendo o terreno onde mais tarde seria instalada a fábrica de Cezarina e outras realizações. Lutou muito pela industrialização de Palmeiras de Goiás, vendeu uma fazenda para fazer um cinema para a juventude de Palmeiras de Goiás.

## Vida pessoal
Filho de João Ferreira de Oliveira e Francelina Rodrigues dos Santos.Filhos: não teve.Estudos: Escola Técnica de Contabilidade (2.º Grau).Cunhado do deputado Floriano Gomes da Silva e tio do desembargador Floriano Gomes da Silva Filho.